# Гвоздика узколепестная
Гвоздика узколепестная (лат. Dianthus leptopetalus) — вид двудольных растений рода Гвоздика (Dianthus) семейства Гвоздичные (Caryophyllaceae). Впервые описана немецким ботаником Карлом Людвигом Вильденовом в 1809 году.

## Распространение
Родина — юго-восточная Европа. Распространилась от Балкан до Западной Сибири и Средней Азии.

## Ботаническое описание
Однолетнее либо многолетнее растение высотой до 50—60 см. Стебли прямостоячие, слабоветвящиеся, деревянистые, у основания опушённые. Листья линейные, около 7 см длины и 2—3 см ширины, по краям зазубренные, при основании спаянные во влагалище, равной ширине листа.
Цветки одиночные на конце стеблей и ветвей. Прицветные чешуи кожистые, беловатые, обыкновенно сразу оттянутые в короткое травянистое острие. Лепестки беловатые или розовые, 40—50 мм длины, с продолговатой пластинкой, на верху неглубоко неровно зубчатой. Плод — коробочка; семена матово-черноватого оттенка, сжатые.
Число хромосом — 2n=30.

## Значение и применение
Овцы и козы весной поедают удовлетворительно. В сене поедается удовлетворительно. В корнях содержится значительное количество сапонинов.

## Охрана
Гвоздика узколепестная занесена в  Красные книги Астраханской, Курганской, Новосибирской, Омской, Самарской, Ульяновской и Челябинской областей и республик Башкортостан и Калмыкия (Россия).

## Синонимы
Синонимичные названия:
- Dianthus bicolor Hornem. nom. illeg.
- Dianthus pomeridianus M.Bieb.
- Dianthus pubescens Fisch.